# Lijst 17

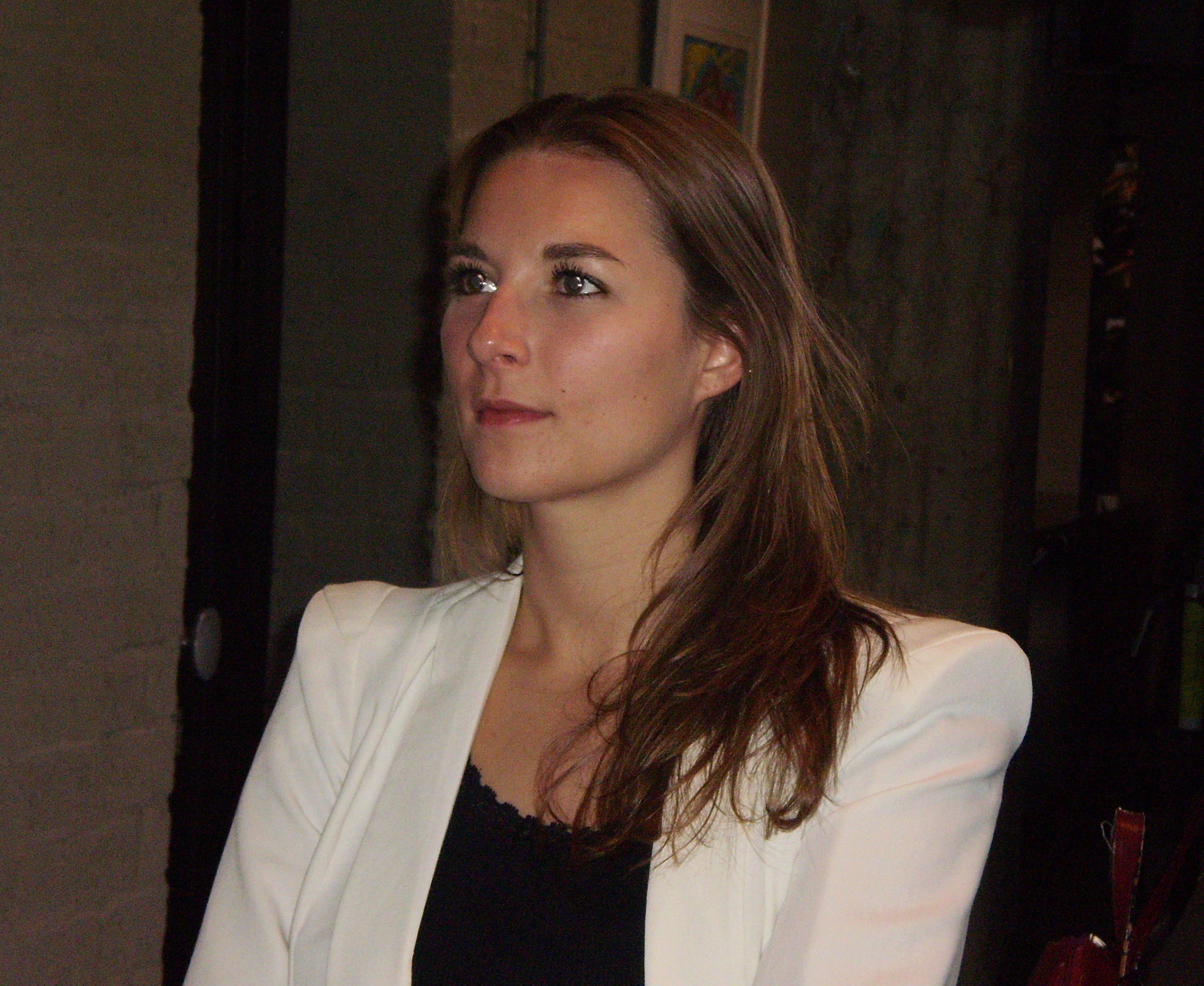
Lijsttrekker Lot Feijen (2010)

Lijst 17 (officieel: Vereniging Lef) was een Nederlandse politieke partij die was voortgekomen uit het BNN-programma Lijst 0. De afkorting LEF in de verenigingsnaam staat voor Liberté, Egalité, Fraternité. De afkorting verwijst hiermee naar de drieslag die tijdens de Franse Revolutie in zwang is geraakt: vrijheid, gelijkheid, broederschap. De partij werd opgericht op 25 april 2010 te Hilversum, nadat het Commissariaat voor de Media Lijst 0 had verboden onder haar eigen naam en bemensing deel te nemen aan de politiek. Lijsttrekker van LEF was de toen 21-jarige Lot Feijen.
De partij en de partijnaam werden op 27 april gepresenteerd tijdens een persconferentie in Nieuwspoort in Den Haag. Feijen liet weten dat LEF hard bezig was met het schrijven van een partijprogramma en zei te verwachten het programma in de eerste week van mei te presenteren. Hoewel LEF op hetzelfde adres ingeschreven stond als BNN, liet die omroepvereniging weten 'op geen enkele wijze' verbonden te zijn aan de partij. BNN zei in Lijst 0 verslag te doen van de vorderingen van de partij, maar ook andere partijen te volgen, bij monde van programmamaakster Sophie Hilbrand op de eerdergenoemde persconferentie.

## Doel
Een passage uit de oprichtingsakte geeft blijk van het doel van de partij: 'de politiek dichter bij de belevingswereld van jongeren te brengen en zodoende jongeren actief deel te laten nemen aan het politieke besluitvormingsproces teneinde hetgeen onder jongeren leeft op de politieke agenda te krijgen, hun standpunten te verdedigen en hun belangen te behartigen'.

## Tweede Kamerverkiezingen 2010
De partij LEF heeft als lijst 17 meegedaan met een blanco lijst aan de Tweede Kamerverkiezingen van 2010, omdat de termijn om de aanduiding voor deze verkiezing te registreren bij de Kiesraad op 15 maart verstreken was. Dit betekende dat op het stembiljet enkel het nummer van de lijst was genoemd en niet de aanduiding. Lijst 17 kreeg 7.456 stemmen. Dat was 0,08% van het totaal aantal uitgebrachte stemmen, ruimschoots te weinig voor een Kamerzetel.

## Naamconflict met LEF! (Emmen)
In de Drentse gemeente Emmen bestond al een politieke partij met dezelfde naam. Fractievoorzitter Harry Leutscher van het Emmense LEF! verzocht de gelijknamige nationale politieke partij met klem haar naam te wijzigen.

## Kandidatenlijst
- Tweede Kamerverkiezingen 2010/Kandidatenlijst/Lijst 17